# Afrodite från Knidos

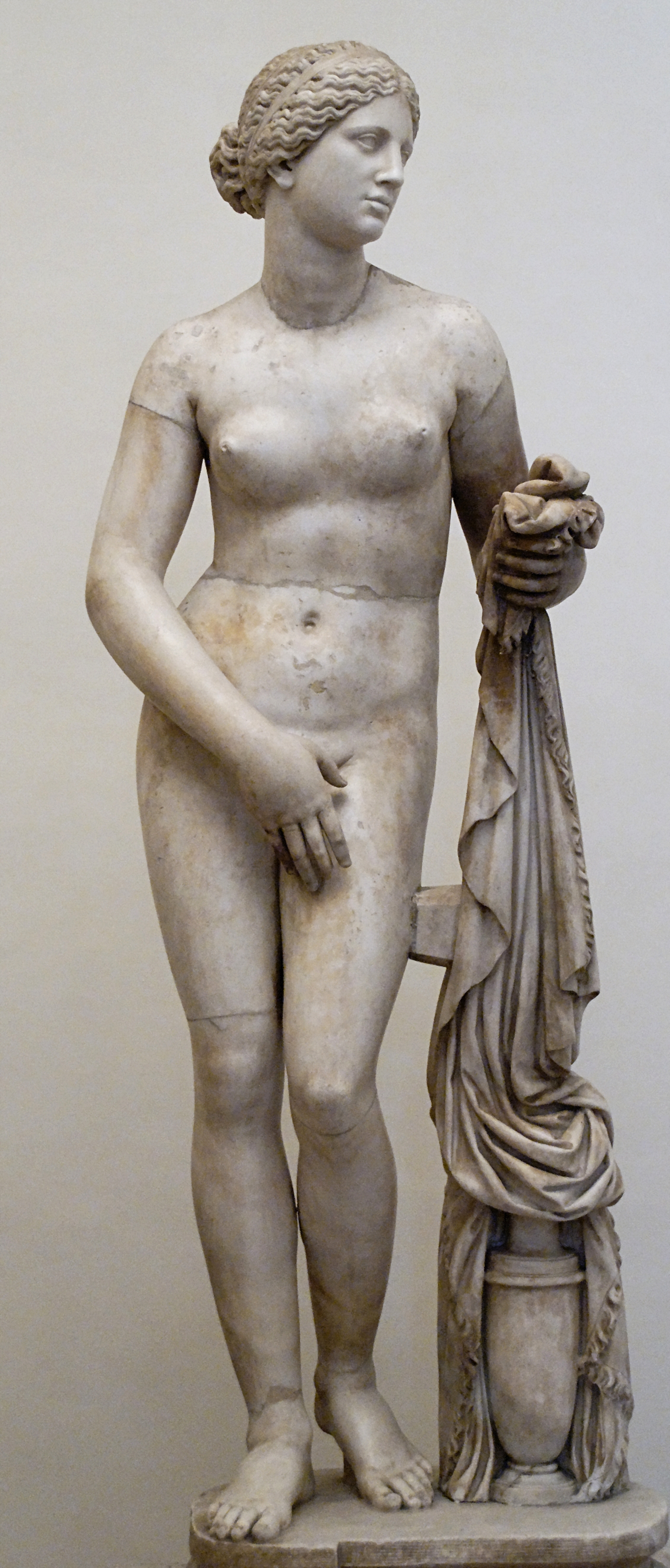
Afrodite från Knidos

Afrodite från Knidos var en antik grekisk staty av Praxiteles föreställande Afrodite, som gjordes för Afrodite Euploias tempel på Knidos 300-talet f.Kr. Hon avbildas helt naken efter badet, stående med ena handen för könet och sin klädnad i den andra, med blottade bröst.  
Statyn tillhör de mest berömda avbildningarna av Afrodite-Venus.  Det var den första helt nakna avbildningen av en kvinna känd från antikens Grekland, där tidigare endast statyer av män och manliga gudar hade avbildats i så kallad heroisk nakenhet, medan kvinnor och gudinnor hade avbildats påklädda.  Den var berömd redan under antiken: det grekiska originalet har gått förlorat, men många romerska kopior av statyn har överlevt. Den kategoriseras som en Venus Pudica-staty (syftande på en naken staty av Afrodite-Venus), vid sidan av Venus de' Medici och den kapitolinska Venus.